# Olesja Murtasalijewna Alijewa
Olesja Murtasalijewna Alijewa (russisch Олеся Муртазалиевна Алиева; * 17. August 1977 in Kamennomostski) ist eine ehemalige russische Skirennläuferin. Sie startete vorwiegend in den schnellen Disziplinen Abfahrt und Super-G sowie im Riesenslalom. Alijewa erreichte im Weltcup eine Podestplatzierung und nahm an zwei Olympischen Winterspielen sowie an drei Weltmeisterschaften teil.

## Biografie
Alijewa nahm in den Jahren 1995 und 1996 an den Juniorenweltmeisterschaften teil. Als bestes Resultat erreichte sie 1996 den 30. Platz in der Abfahrt. Im Februar 1996 konnte sie erstmals im Europacup punkten und im März 1997 feierte sie ihren ersten Sieg in einem FIS-Rennen. Kurz darauf wurde sie zum ersten Mal Russische Meisterin im Riesenslalom. Bis 2006 gewann sie insgesamt 13 nationale Meistertitel in den Disziplinen Riesenslalom, Super-G und Abfahrt. Im Februar 1998 nahm Alijewa im Alter von 20 Jahren als Jüngste des fünfköpfigen russischen alpinen Damenteams an den Olympischen Winterspielen in Nagano teil. Sie startete nur im Super-G und belegte Platz 37. Ab November 1998 nahm sie an Weltcuprennen teil, erreichte aber vorerst noch nicht die Punkteränge. Bessere Resultate erzielte sie zunächst im Europacup, als sie im Dezember 1998 in der Abfahrt von Megève zum ersten Mal unter die besten zehn fuhr. Bei den Weltmeisterschaften 1999 in Vail belegte sie Rang 33 in der Abfahrt, fiel im Super-G aber aus.
Am 22. Dezember 1999 erreichte Alijewa mit Rang drei im Super-G von Alpe d’Huez erstmals in einem Europacuprennen das Podest. Der zweite Podestplatz gelang ihr am 3. Februar 2000 in der Abfahrt von Villars-sur-Ollon, wo sie wieder den dritten Rang belegte. Zwei Wochen später gewann sie mit Platz 27 in der Abfahrt von Åre ihre ersten Weltcuppunkte. Weitere zwei Wochen danach feierte sie ihren größten Erfolg, als sie am 5. März 2000 mit Startnummer 41 völlig überraschend den dritten Platz in der Weltcupabfahrt von Lenzerheide erreichte, zeitgleich mit der Österreicherin Renate Götschl. Wiederholen konnte sie dieses Ergebnis jedoch nie mehr. Ihr zweitbestes Weltcupergebnis war ein 25. Platz in der Abfahrt von Lake Louise am 1. Dezember 2000. Bei ihren zweiten Weltmeisterschaften in St. Anton 2001 startete sie im Riesenslalom, im Super-G und in der Abfahrt, kam aber in keinem der drei Rennen ins Ziel. Ihre letzten Europacuppunkte gewann Alijewa am 16. März 2002 mit Platz 20 im Super-G von La Clusaz, zum vierten und letzten Mal in die Weltcuppunkteränge gelangte sie am 26. Oktober 2002 mit Rang 29 im Riesenslalom von Sölden.
Nach einer Verletzungspause startete sie ab der Saison 2003/04 hauptsächlich im Riesenslalom, später auch wieder im Super-G und in der Abfahrt. Auf nationaler Ebene gehörte sie zwar weiterhin zu den besten Läuferinnen, im Weltcup und auch im Europacup hatte sie jedoch keinen Erfolg mehr. Nachdem sie bei den Olympischen Winterspielen 2002 und bei den Weltmeisterschaften 2003 nicht dabei war, nahm sie 2005 in Bormio wieder an den Weltmeisterschaften teil. Sie startete nur im Riesenslalom, fiel aber im ersten Lauf aus. Die Saison 2005/06 war Alijewas letzte. Im Januar 2006 bestritt sie ihre letzten Europacuprennen und im Februar folgten die letzten Weltcuprennen. Ihr letztes Großereignis waren die Olympischen Winterspiele 2006 in Turin, bei denen sie als einzige Russin an den Alpinbewerben teilnahm. Sie erzielte Platz 33 in der Abfahrt und Rang 42 im Super-G, im Riesenslalom schied sie jedoch aus. Nach den Olympischen Spielen gewann Alijewa ihren 13. und letzten russischen Meistertitel und am 31. März 2006 beendete sie mit einem Sieg im FIS-Riesenslalom von Magnitogorsk ihre Karriere.

## Erfolge

### Olympische Winterspiele
- Nagano 1998: 37. Super-G
- Turin 2006: 33. Abfahrt, 42. Super-G

### Weltmeisterschaften
- Vail/Beaver Creek 1999: 33. Abfahrt

### Weltcup
- Ein Podestplatz, weitere drei Platzierungen unter den besten 30

### Europacup
- Saison 1999/2000: 7. Super-G-Wertung
- Zwei Podestplätze

### Juniorenweltmeisterschaften
- Voss 1995: 44. Riesenslalom, 48. Slalom
- Hoch-Ybrig 1996: 30. Abfahrt, 43. Super-G

### Russische Meisterschaften
- Alijewa ist 13-fache russische Meisterin:
  - 8× Riesenslalom (1997, 1999, 2000, 2001, 2002, 2004, 2005 und 2006)
  - 3× Super-G (1998, 1999 und 2005)
  - 2× Abfahrt (1998 und 1999)

### Weitere Erfolge
- Silbermedaille im Super-G bei der Universiade 1999
- 8 Siege in FIS-Rennen